# シピフル・シコー
シピフル・シコー（Sipihr Shikoh, 1644年10月3日 - 1708年7月2日あるいは3日）は、北インド、ムガル帝国の皇子ダーラー・シコーの四男。母はナーディラ・バーヌー・ベーグム。

## 生涯
1644年10月3日、ムガル帝国の皇子ダーラー・シコーとナーディラ・バーヌー・ベーグムとの間に生まれた。
1658年6月8日、シピフル・シコーは皇位継承戦争に参加していた父ダーラー・シコーとともに、叔父のアウラングゼーブとムラード・バフシュの連合軍と戦ったが敗れた（サムーガルの戦い）。そののち、父とともに長い逃避行を共にした。
1659年3月、シピフル・シコーは父ダーラー・シコーともに最後の戦いとして、アウラングゼーブとアジメールで交戦したがこれも敗れ（アジメールの戦い）、またしても逃げざるを得なかった。
各地を転々としたのち、最終的に父ダーラー・シコーがかつて命を助けたアフガン人ジーワン・ハーンのもとを頼ろうとした。そのとき、シピフル・シコーはその足元に身を投げ、「あのパターン人の領土には入らないでください」、と神にかけて懇願したが、父が聞き入れることはなかった。
6月21日朝、ジーワン・ハーンは案の定裏切り、シピフル・シコーは父ダーラー・シコーとともに捕えられ、ラホールを経てデリーへと送られた。
9月11日、シピフル・シコーと父ダーラー・シコーはみすぼらしい象に乗せられて、デリーを引き回されたが、同伴していたジーワン・ハーンが人々から呪いの言葉を浴びせられ、一部から投石攻撃を受けたことから、アウラングゼーブは人々とその日のうちに処遇を決めた。沙汰の結果、父ダーラー・シコーは処刑、シピフル・シコーはグワーリヤルに送られることとなった。
翌12日、シピフル・シコーは父ダーラー・シコーとともに取り押さえられ、目の前で父の処刑を見せつけられた。のち、彼はグワーリヤルへと送られ、グワーリヤル城に幽閉された。
1660年初頭、シピフル・シコーの幽閉されていたグワーリヤル城に兄のスライマーン・シコーが幽閉されたが、彼はアヘンが溶かされた水（ポースト）を飲まされ続け、翌1661年5月に死亡した。
一方、シピフル・シコーは何もされることはなく、1673年2月9日にはアウラングゼーブの娘ズブダトゥンニサー・ベーグムと結婚し、1675年にようやく長い幽閉生活から解放された。
翌1676年7月23日には、二人の間に男子が生まれたが、同年12月に彼は死亡している。
1708年7月2日あるいは3日、シピフル・シコーはデリーで死亡した。なお、その前年3月にはアウラングゼーブも死亡していた。